# Deportee (Plane Wreck at Los Gatos)

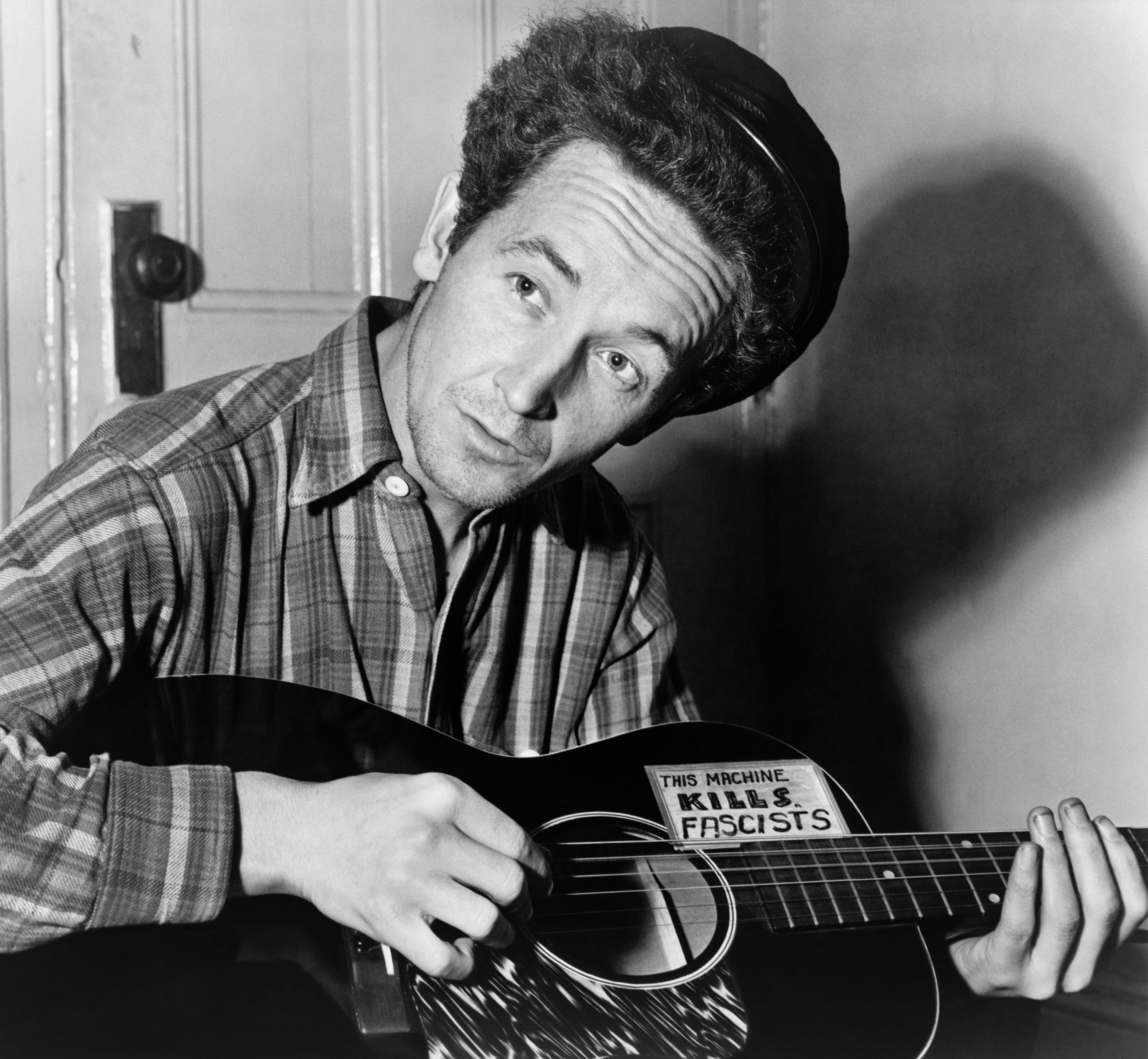
Woody Guthrie.

"Deportee (Plane Wreck at Los Gatos)" é uma música de protesto escrita por Woody Guthrie detalhando o acidente aéreo perto de Los Gatos Canyon que, por sua vez, é próximo de Coalinga, California no Condado de Fresno, EUA, em 29 de Janeiro de 1948 e que Guthrie considerou o maltrato racista dos passageiros antes e depois do acidente. O acidente resultou na morte de quatro americanos e 28 trabalhadores agrícolas migrantes que estavam sendo deportados da Califórnia de volta para o México.